# Usmaň (město)
Usmaň (rusky Усмань) je město v Lipecké oblasti v Ruské federaci. Má přibližně 20 tisíc obyvatel.

## Poloha a doprava
Usmaň leží v Ocko-donské nížině na řece Usmani, přítoku Voroněže v povodí Donu. Od Lipecku, správního střediska oblasti, je vzdálena přibližně pětasedmdesát kilometrů jižně.
Přes město prochází železniční trať z Moskvy do Voroněže.

## Dějiny
Usmaň byla založena v roce 1645 jako ostrog na tehdejší jižní hranici ruské říše a byla pojmenována podle řeky.
V roce 1652 byla vypleněna krymskými Tatary, ale následně znovu vystavěna.
V roce 1779 se stala újezdním městem.

### Rodáci
- Nikolaj Gennadijevič Basov (1922–2001), fyzik
- Nikolaj Stěpanovič Černych (1931–2004), astronom